# Lobianchia
Lobianchia is een geslacht van straalvinnige vissen uit de familie van lantaarnvissen (Myctophidae). Het geslacht is voor het eerst wetenschappelijk beschreven in 1904 door Gatti.

## Soorten
- Lobianchia dofleini Zugmayer, 1911
- Lobianchia gemellarii Cocco, 1838